# Мукур (Северо-Казахстанская область)
Мукур (каз. Мүқыр) — село в районе имени Габита Мусрепова Северо-Казахстанской области Казахстана. Входит в состав Новосельского сельского округа. Код КАТО — 596653400.

## Население
В 1999 году численность населения села составляла 271 человек (135 мужчин и 136 женщин). По данным переписи 2009 года, в селе проживало 218 человек (112 мужчин и 106 женщин).